# Medardo Fantuzzi
Medardo Fantuzzi (Bologna, 1906 – Modena, 1986) è stato un ingegnere italiano attivo nel campo automobilistico, conosciuto per l’omonima carrozzeria (Carrozzeria Fantuzzi).
Lui e suo fratello Gino diventarono famosi per la loro affiliazione con la Maserati, con cui parteciparono alla fabbricazione della Maserati A6 GCS (44 esemplari costruiti dal 1953 al 1955), la Maserati 350S e la Maserati 200S. Più tardi nel 1957, con la chiusura del reparto corse della Maserati, Medardo Fantuzzi lavorò per la Ferrari (fino al 1966); qui operò su una vettura progettata da Pininfarina, la Ferrari 250 Testa Rossa Spyder Fantuzzi (1961). Per la Ferrari lavorò anche su un esemplare della 250 GTE e sulla Ferrari 330.
Lavorò anche per la De Tomaso, la Serenissima Automobili, l'AMS e la Techno. 
Morì all'età di 80 anni cadendo da un albero mentre raccoglieva dei frutti.
Fiorenzo Fantuzzi, suo figlio, continuò l'attività del padre con la “Carrozzeria Fantuzzi”, che fino al 1993 si è occupata di riparazione di autovetture e del restauro di modelli classici, spesso gli stessi realizzati dal padre decenni prima.